# Kingston Frontenacs
Kingston Frontenacs – juniorska drużyna hokejowa grająca w OHL w dywizji wschodniej, konferencji wschodniej. Drużyna ma swoją siedzibę w Kingston w Kanadzie.
W latach 2011–17 menedżerem generalnym w klubie był dawny jego zawodnik Doug Gilmour.
- Rok założenia: 1989–1990
- Barwy: czarno-biało-złote
- Trener: Luca Caputi (od 2021[2])
- Manager: Kory Cooper
- Hala: Leon's Centre

## Osiągnięcia
- Leyden Trophy: 1995, 2016